# 伏見完
伏見 完（ふしみ たもつ、1992年 -）は、日本のSF作家。長野県出身。

## 経歴・人物
早稲田大学文学部卒。同大学院文学研究科所属の2014年、応募作「オルフェウスの妻」が第2回ハヤカワSFコンテスト最終候補に選出され、その後2015年に、早川書房の書下ろしSF作品アンソロジー『伊藤計劃トリビュート』に収録された「仮想（おもかげ）の在処」でデビュー。テクノロジーによって人として変質した姉妹や家族の関係性を描く。
2017年には早稲田大学大学院文学研究科人文科学専攻日本語日本文学コース修士課程を修了。修士（文学）。

## 著作

### 作品リスト
- 「オルフェウスの妻」： 2014年、第2回ハヤカワSFコンテスト最終候補作・未発表。
- 「仮想（おもかげ）の在処」： 『伊藤計劃トリビュート』早川書房編集部編、2015年8月、ハヤカワ文庫JA 収録
- 「あるいは呼吸する墓標」： 『S-Fマガジン』2016年8月号、早川書房、2016年6月発行 掲載
  - 後に加筆・改稿され、『伊藤計劃トリビュート 2』早川書房編集部編、2017年1月、ハヤカワ文庫JA に再録された

### その他 寄稿
- 「20代作家座談会 「伊藤計劃の文法」を超えていくこと」（吉上亮、柴田勝家らと）： 『S-Fマガジン』2015年10月号、早川書房、2015年8月
- 「劇場版『ハーモニー』レビュウ トァン、劇場版ハーモニーって知ってる……」： 『S-Fマガジン』2015年12月号、早川書房、2015年10月
- 「百合SFガイド2018」： 共著、『S-Fマガジン』2019年2月号、早川書房、2018年12月
- 「ジャンル同士をぶつけて生じる予想外の魅力」： 『S-Fマガジン』2019年10月号、早川書房、2019年8月[2]